# VFW-Fokker FK-3
VFW-Fokker FK-3 – niemiecki szybowiec wyczynowy klasy otwartej, trzecia konstrukcja opracowana przez inż. Otto Funka.

## Historia
Otto Funk w 1963 r. rozpoczął prace projektowe nad nowym szybowcem. Zastosował w nim szereg innowacyjnych rozwiązań, polegających na wykorzystaniu aluminium, laminatów oraz rurowej stalowej kratownicowej konstrukcji przedniej części kadłuba. Funk, po objęciu funkcji kierownika warsztatów Vereinigte Flugtechnische Werke (VFW) w Speyer, w 1967 r. przystąpił do realizacji swego pomysłu. Prototyp został oblatany 24 kwietnia 1968 r. Inżynier Funk stworzył nowe rozwiązania w zakresie budowy skrzydeł, polegające na znacznym zmniejszeniu ich masy. Skrzydło FK-3 ważyło 75 kg, w porównaniu z 125 kg skrzydła polskiego Zefira-4. Opracowane rozwiązania znalazły w latach późniejszych w budowie samolotów. W latach 1969-1970 w zakładach VEW zbudowano jedenaście egzemplarzy seryjnych szybowca.
Zastosowane rozwiązania znacznie obniżyły jednostkowy koszt szybowca, szacowano że był on ok. 30% tańczy od maszyn porównywalnej kategorii. Był oferowany odbiorcom za 28 000 DM. W 2017 r. w stanie zdolnym do lotu znajdowały się trzy egzemplarze tego szybowca.

## Konstrukcja
Jednomiejscowy szybowiec wyczynowy w układzie górnopłatu.
Skrzydło jednodźwigarowe, kryte blachą duraluminiową o grubości 0,5 mm. Usztywnienie płata zapewniały podłużnice i żebra z tworzyw. Wyposażone w płytowe hamulce aerodynamiczne, dwuczęściowe klapy i klapolotki. Centralną częścią kadłuba jest stalowa kratownica, do której jest przymocowany metalowy tył kadłuba z usterzeniem oraz skrzydła. Zastosowane technologie i materiały sprawiły, ze kadłub z wyposażeniem i podwoziem ma masę 90 kg.